# Имперский суд (Лейпциг)
Имперский суд (нем. Reichsgericht) — высшая судебная инстанция Германии в 1879—1945 годах. Местоположением суда на всём протяжении его истории был город Лейпциг в современной земле Саксония. К юрисдикции суда относился надзор за осуществлением гражданского и уголовного делопроизводства в участковых, земельных и высших земельных судах страны.

## История
Суд начал свою работу 1 октября 1879 года одновременно с вступлением в силу утверждённого в 1877 году нового законодательства об имперской юстиции (нем. Reichsjustizgesetze) и первоначально располагался в утраченном в годы Второй мировой войны здании, известном как нем. Georgenhalle, на перечении улиц Goethestraße и Brühl. В 1895 году Имперский суд обрёл собственное здание в вильгельмовском стиле в новом парадном квартале нем. Musikviertel. Имперский суд был судом общей юрисдикции, основной задачей которого было вынесение окончательного решения относительно уголовного и гражданского правоприменения, а также финансово-налоговой деятельности государства, коммерческого и трудового права, а также дел о государственной измене. В этом смысле его деятельность в значительной степени способствовала унификации и уточнению германского законодательства.
После прихода к власти национал-социалистов и принятия Закона о допуске к юридической деятельности (нем. Gesetz über die Zulassung zur Rechtsanwaltschaft) от 7 апреля 1933 года юристы еврейского происхождения, а также сторонники прогрессистски-социалистических взглядов были вынуждены подать в отставку, что было равнозначно полному подчинению судебной практики целям национал-социалистической политики. Знаковым событием стал показательный процесс по делу о поджоге Рейхстага в сентябре—декабре 1933 года, приговоривший Маринуса ван дер Люббе к смертной казни. Однако, поскольку остальные обвиняемые были оправданы и тезис Геббельса о коммунистическом заговоре оказался фактически опровергнут, в 1934 году рассмотрение политических дел о государственной измене было изъято из ведения Имперского суда и передано специально для этого созданной Народной судебной палате в Берлине. Также и в сфере гражданского права уже в 1935 году ещё до принятия расовых законов Имперский суд утвердил принцип охраны германской крови и объявил фактически недействительными смешанные браки и договора, заключённые с «неполноценными» по крови гражданами.
По окончании Второй мировой войны все члены Рейхсгерихта были освобождены от должности, его последний председатель Эрвин Бумке покончил жизнь самоубийством 20 апреля 1945 года. С переходом Лейпцига под контроль советской военной администрации остававшиеся в городе 39 его членов, то есть около трети всего персонала, были 25 августа 1945 года арестованы и содержались в тюремном заключении; до выхода на свободу в 1950-х годах дожили лишь четверо судей. После принятия Основного закона ФРГ и конституции ГДР нишу Рейхсгерихта заняли Федеральный суд и Верховный суд ГДР соответственно.

## Президенты Имперского суда
- 1879—1891: Эдуард фон Симсон
- 1891—1903: Отто фон Ольшлегер
- 1903—1905: Карл Гутброд
- 1905—1920: Рудольф фон Зеккендорф
- 1920—1922: Генрих Дельбрюк
- 1922—1929: Вальтер Симонс
- 1929—1945: Эрвин Бумке

## Структура
Рейхсгерихт состоял из Председателя Рейхсгерихта (Präsident des Reichsgerichts), заместителя Председателя Рейхсгерихта (Vizepräsident des Reichsgerichts), председателей судебных составов (Senatspräsident) и членов (Reichsgerichtsrat), назначавшихся Имперским президентом (до 1919 года — Императором) по предложению Рейхсрата (до 1919 года — Бундесрата) из числа лиц не моложе 35 лет и имеющих право назначаться судьями.

### Судебные составы
- 1-й судебный состав по уголовным делам (I. Strafsenat)
- 2-й судебный состав по уголовным делам (II. Strafsenat)
- 3-й судебный состав по уголовным делам (III. Strafsenat)
- 4-й судебный состав по уголовным делам (IV. Strafsenat)
- 5-й судебный состав по уголовным делам (V. Strafsenat)
- 6-й судебный состав по уголовным делам (VI. Strafsenat)
- 1-й судебный состав по гражданским делам (I. Zivilsenat)
- 2-й судебный состав по гражданским делам (II. Zivilsenat)
- 3-й судебный состав по гражданским делам (III. Zivilsenat)
- 4-й судебный состав по гражданским делам (IV. Zivilsenat)
- 5-й судебный состав по гражданским делам (V. Zivilsenat)
- 6-й судебный состав по гражданским делам (VI. Zivilsenat)
- 7-й судебный состав по гражданским делам (VII. Zivilsenat)
- 8-й судебный состав по гражданским делам (VIII. Zivilsenat)
- 9-й судебный состав по гражданским делам (IX. Zivilsenat)

## Прокуратура
Имперская прокуратура при Рейхсгерихте (Reichsanwaltschaft bei dem Reichsgericht) состояла из имперского обер-прокурора (Oberreichsanwalt) и имперских прокуроров (Reichsanwalt), назначавшихся Имперским президентом (до 1919 года — Императором) по предложению Рейхсрата (до 1919 года — Бундесрата).